# Soccerway
Soccerway es un sitio web y base de datos de fútbol fundado en 1994. 
Este portal web es seguido por aproximadamente 1 000 000 de espectadores y ofrece cobertura a más 700 ligas de todo el mundo. Fundado en 1994, en 2007 es comprado por Perform Group.
A día de hoy, está disponible en 17 idiomas: inglés, árabe, chino, francés, griego, español, indonesio, coreano, neerlandés, alemán, polaco, portugués, rumano, ruso, tailandés, turco e italiano. 